# كليبر لويس رودريغوس
كليبر لويس رودريغوس (6 نوفمبر 1983 بساو كارلوس في البرازيل - ) هو لاعب كرة قدم برازيلي في مركز الوسط. لعب مع نادي سيغما أولوموتس ونادي ميكا ونادي برازيل دي بيلوتاس وتاتران بريشوف ‏ ونادي ساو كارلوس وجمعية أرابيراكا الرياضية ونادي بوتافوغو اس بي وSertãozinho Futebol Clube ‏ ونادي ميراسول ونادي يبيرانغا.

## وصلات خارجية
- كليبر لويس رودريغوس على موقع قاعدة بيانات كرة القدم.إي يو (الإنجليزية)
- كليبر لويس رودريغوس على موقع Soccerway.com (الإنجليزية)